# Harald Christian Strand Nilsen
Pour les articles homonymes, voir Strand et Nilsen.
Harald Christian Strand Nilsen, né le 7 mai 1971 à Gjøvik, est un ancien skieur alpin norvégien.

## Jeux olympiques
- Jeux olympiques de 1994 à Lillehammer (Norvège) :
  -  Médaille de bronze en Combiné

## Coupe du monde
- Meilleur résultat au classement général : 13e en 1995

### Saison par saison
- Coupe du monde 1991 :
  - Classement général : 86e
- Coupe du monde 1992 :
  - Classement général : 70e
- Coupe du monde 1993 :
  - Classement général : 97e
- Coupe du monde 1994 :
  - Classement général : 47e
- Coupe du monde 1995 :
  - Classement général : 13e
- Coupe du monde 1996 :
  - Classement général : 36e
- Coupe du monde 1997 :
  - Classement général : 64e
- Coupe du monde 1998 :
  - Classement général : 77e
- Coupe du monde 1999 :
  - Classement général : 55e
- Coupe du monde 2000 :
  - Classement général : 52e
- Coupe du monde 2001 :
  - Classement général : 45e
- Coupe du monde 2002 :
  - Classement général : 67e
- Coupe du monde 2003 :
  - Classement général : 69e

## Arlberg-Kandahar
- Meilleur résultat : 3e place dans le combiné 1994 à Chamonix